# Michel Froissart
Pour les articles homonymes, voir Froissart.
Michel Froissart, né en 1891 et mort en 1946, est un des concepteurs des techniques de constructions en bois appelées froissartage dans les années 1930, très utilisées par le mouvement scout. 

## Biographie
Après une première scolarité à l'école Saint-Jean de Douai, Michel Froissart prépare à l’école Sainte-Geneviève de Versailles le concours de l’Institut agronomique, puis entre à l’École des sciences politiques et à la Faculté de droit.  
Mobilisé comme aspirant puis bientôt sous-lieutenant d’artillerie, Michel Froissart est grièvement blessé en 1916. Démobilisé en 1919, il revient sur les terres familiales près de Tortefontaine (Pas-de-Calais) et se marie en 1922. En parallèle à son activité d'« agriculteur », il est très engagé dans les activités sociales et politiques. Il est ainsi membre du Conseil d’administration du Préventorium de Valloire, dont la fondatrice, Thérèse Papillon, devient une proche. Il est secrétaire de la Société de secours mutuel agricole de la région d'Hesdin. Il participe aux travaux du Comité de la fondation franco-américaine et du Centre d’apprentissage de La Folie. Il milite au Parti démocrate populaire, créé en 1924 où il est membre de la Commission exécutive et y fonde le « Bureau d’études » spécialisé dans les affaires de politique agricole.  
En 1932, Michel Froissart s’installe à Fontainebleau et trouve un emploi comme Secrétaire général des établissements Nodet (machines agricoles). Initié au scoutisme par son épouse, Michel Froissart est chef de troupe (son totem est Renard gris des plaines picardes), puis commissaire de district Scouts de France de Fontainebleau. Il suit le 25e camp de Chamarande en 1934, ainsi que celui de Breuil en 1938. Il commence à y diffuser sa technique de réalisation d'installations sans clous ni ficelle, inspirée de pratiques ancestrales et respectueuses ainsi que des travaux d'Albert Boekholt; le nom de froissartage y est alors accolé. 
En 1940, Michel Froissart déménage à Clermont-Ferrand. En 1942, il travaille au Commissariat général des Chantiers de jeunesse, en tant que responsable de la formation technique. Il est également un des dirigeants nationaux (vice-président) du Comité Sully, émanation des Scouts de France chargée en zone Nord de créer et de gérer des centres de formation professionnelle pour les jeunes.
En 1942 sort son livre, Froissartage. Grand jeu dans la nature, vieux moyens, avec presque rien, d'être utile et de devenir habile, en deux tomes.
De retour à Fontainebleau à 1945, il décède l'année suivante, à 55 ans, alors qu'il vient de prendre un poste de direction à l'École des Roches pour s'occuper des activités manuelles et qu'il est membre du comité d'organisation du Jamboree mondial de 1947.